# 옥천 나들목
옥천 나들목(Okcheon IC)은 충청북도 옥천군 옥천읍 옥각리에 있는 경부고속도로의 28번 교차로이다. 옥천읍내로 진출이 가능하며, 2005년에 삼양터널 완공과 함께 경부고속도로 본선이 신선으로 이설되면서, 더 이상 사용되지 않는 경부고속도로 본선의 구선을 재활용하여 구조물을 이루고 있는 것이 특징이다.

## 연혁
- 1970년 7월 7일 : 경부고속도로 대전 ~ 대구 구간 개통에 따라 영업 개시[1]
- 1988년 4월 20일 : 나들목 확장 공사로 인해 충청북도 옥천군 옥천읍 삼양동 100m 구간 도로구역 변경[2]

## 구조물 정보
- 위치: 충청북도 옥천군 옥천읍 옥각리, 서정리, 삼양리, 문정리
- 영업소: 충청북도 옥천군 옥천읍 중앙로 117-50

## 접속하는 도로
- 동부로
- 중앙로 (구 국도 제37호선)

## 교통량 정보
| 요금소        | 통행량 (대/일) | 통행량 (대/일) | 통행량 (대/일) | 통행량 (대/일) | 통행량 (대/일) | 통행량 (대/일) | 통행량 (대/일) | 통행량 (대/일) | 통행량 (대/일) | 통행량 (대/일) | 각주  |
| 요금소        | 2001년         | 2002년         | 2003년         | 2004년         | 2005년         | 2006년         | 2007년         | 2008년         | 2009년         | 2010년         | 각주  |
| ------------- | -------------- | -------------- | -------------- | -------------- | -------------- | -------------- | -------------- | -------------- | -------------- | -------------- | ----- |
| 옥천 (폐쇄식) | 7,966          | 8,419          | 8,585          | 7,808          | 6,968          | 6,994          | 7,025          | 6,423          | 6,921          | 7,384          | [ 3 ] |
| 요금소        | 2011년         | 2012년         | 2013년         | 2014년         | 2015년         | 2016년         | 2017년         | 2018년         | 2019년         |                | [ 3 ] |
| 옥천 (폐쇄식) | 7,573          | 7,642          | 7,884          | 8,185          | 8,648          | 8,949          | 9,105          | 9,173          | 9,282          |                | [ 3 ] |